# Alfred von Reumont (Landrat)
Alfred von Reumont (* 15. März 1863 in Aachen; † 30. Juli 1942 in Fahr (Neuwied)) war ein deutscher Verwaltungsbeamter und Landrat im Kreis Erkelenz.

## Familie
Alfred Reumont war der Sohn des Geheimen Sanitätsrates Alexander Reumont (1817–1887) und der Maria Anna Claudia Fonck (1841–1915) sowie Neffe des Historikers und Diplomaten Alfred von Reumont und Enkel des Badearztes Gerhard Reumont.
Alfred von Reumont heiratete am 1. Mai 1897 Alexandra von Forckenbeck (1877–1953), eine Enkelin des Mediziners und Politikers August Sträter. Das Ehepaar hatte vier Söhne und eine Tochter. Sein Sohn Alfred von Reumont wurde später Bürgermeister von Honnef und Oberst im Oberkommando der Wehrmacht.

## Leben und Wirken
Alfred Reumont besuchte das Kaiser-Karls-Gymnasium, das er 1881 mit dem Abitur verließ. Er studierte Rechtswissenschaften an den Universitäten in Bonn, Freiburg im Breisgau und in Berlin. Seit 1881 war er Mitglied des Corps Palatia Bonn. Nach dem Studium war er zunächst als Regierungsreferendar in Aachen und Frankfurt an der Oder tätig.
Anschließend leistete er in Berlin seinen Militärdienst beim 1. Garde-Dragoner-Regiment, Reserveoffizier wurde er beim Husaren-Regiment „König Humbert von Italien“ (1. Kurhessisches) Nr. 13, sein Patent als Rittmeister der Reserve erhielt er im Juni 1914.
Von 1891 bis 1895 wurde er als Regierungsassessor in Potsdam eingesetzt, bevor er im Anschluss daran bis zu seiner Pensionierung im Jahr 1929 das Amt des Landrates im Kreis Erkelenz übernahm. Darüber hinaus saß er zwischenzeitlich von 1913 bis 1918 als Abgeordneter im Preußischen Provinziallandtag.
Er widmete sich intensiv der Förderung der Landwirtschaft seines Landkreises. 1896 war er Direktor der Lokalabteilung des Landwirtschaftlichen Vereins für Rheinpreußen und Sektionsdirektor für ländliches Bauwesen. Er veranlasste die Gründung der Landwirtschaftsschule – das Schulgebäude lag direkt neben dem Landratsamt – und einer „Kreiswanderschule“ (also einer Schule mit wechselnden Unterrichtsorten) für Mädchen. Er gründete einen Pferdezuchtverein, einen Nutzgeflügelzuchtverein und eine Schweinegenossenschaft für den Kreis Erkelenz.
Alfred von Reumont war Vorsitzender des Zweigvereins vom Roten Kreuz. Jahrelang beschäftigte ihn das Projekt einer Kreisbahn zwischen Brüggen, Erkelenz und Jülich. 1912 endlich beschlossen, wurde der Bau durch den Ersten Weltkrieg verhindert. Er war Mitgründer und Vorsitzender des Erkelenzer Geschichts- und Altertumsvereins sowie des Museumsvereins.
Nach seiner Pensionierung am 1. April 1928 führte er sein Amt noch ein Jahr kommissarisch weiter. Danach zog er in seine Heimatstadt Aachen zurück. Hier war er bereits seit 1895 Mitglied im Club Aachener Casino und später auch in der Erholungsgesellschaft Aachen. Für diese schrieb er 1937 die Festschrift zum 100-jährigen Jubiläum der Gesellschaft.
Landrat von Reumont verstarb am 30. Dezember 1932 in Fahr am Rhein und fand seine letzte Ruhestätte in der Familiengrabstätte auf dem Aachener Ostfriedhof.

## Ehrungen
Für seine Verdienste im Amt wurde Reumont am 22. Mai 1911 in den preußischen Adelsstand erhoben. 1912 wurde er zum Geheimen Regierungsrat ernannt. Am 27. Juni 1926 wurde er Ehrenbürger der Stadt Erkelenz. Zum 50-jährigen Dienstjubiläum erhielt er das Ehrenzeichen II. Klasse vom Roten Kreuz. Um 1950 wurde im Ortskern von Erkelenz eine Straße nach ihm in „Von-Reumont-Straße“ umbenannt.